# OTRS (作業分析・業務最適化ソフトウェア)
OTRSは、株式会社ブロードリーフが開発している動作分析ソフトウェア（作業分析/業務最適化ソフトウェア）である。

## 概要
製造業などにおいて行われている改善に用いられるソフトウェアである。各種のデバイスで撮影した動画データを取り込んで微細な動作分析を行う機能を持ち、分析結果を比較して再生する機能を持つ。動画から価値を持たない動作を省いたシミュレーションを行うことでコスト削減、作業標準化の実施に用いられている。なお、OTRSはOperation Time Research Softwareの頭文字である。最新版はOTRS10。
当初はトヨタ自動車で先行導入し、好評だったため本格販売を始めた。製造業での使用が中心だが、物流業など非製造業でも動作改善などのために活用されている。
OTRSで行う分析は、経営工学（IE）における分析手法の一つであるビデオ分析法ならびにストップウォッチ法（ST法）に含まれる。IEと同じく製造業などで取り組まれているQCサークル（小集団活動）でも、利用されている。

## 認証・認可など
OTRSは産業競争力強化法(経済産業省関係)施行規則第５条第１項ロに掲げられた指定設備の要件を満たしており、生産性向上設備投資促進税制対象製品（ソフトウェア）に認可されていた。（登録番号：261-1505-339）

## 主な導入実績

### 製造業
- キヤノン[3]
- 村田製作所[4]
- アサヒビール
- サンデン
- IHI
- 五洋食品産業[5]
- 富士通オプティカルコンポーネンツ[6]
- パラマウントベッド[7]
- エヌティーシー[4]
- セイコーインスツル
- カルビー
- 半谷製作所 - 自動車・冷熱部品製造メーカー。OTRSを活用して製造工程の作業分析と作業の最適化シミュレーションを実施し、徹底した工数削減に役立てた。この結果、1年間で31人の要員と15％の人件費を削減した[8]。2011年にはこの取り組みにより経済産業省の中小企業IT経営力大賞を受賞している[9]。

### 非製造業での事例
- 一般財団法人地域産学官連携ものづくり研究機構
- 千葉工業大学
- 日本自動車大学校 - 自動車整備における作業改善に利用[10]。
- 千趣会 - グループ内の物流受託会社・千趣ロジスコの物流倉庫でOTRSを使用し、設備や作業の改善に活用した[11]。

その他、名古屋大学で行われた作業実験については、実際に様々な組み立て作業を行い、それをビデオカメラで撮影し、微細動作分析ソフトOTRSを用いてこれを分析し、データを収集するという方法をとった。